# 愛とおそれと
『愛とおそれと』（あいとおそれと）は、佐多稲子の小説作品、及びそれを原作としたドラマ化作品である。

## TVドラマ

### 1961年版
1961年5月8日から5月29日まで日本テレビで毎週木曜日22:30～23:00（JST）にて放送された。

#### キャスト
- 黛ひかる
- 文野朋子
- 田浦正巳
- 久保賢
- 下元勉
- 田中明夫
- 関弘子

#### スタッフ
- 脚本 - 寺島アキ子
- 演出 - せんぼんよしこ

### 1962年版
1962年3月9日にNHK「文芸劇場」枠にて放送された。

#### キャスト
- 西村晃
- 阿部洋子
- 野口ふみえ
- 山本圭
- 長谷川哲夫
- 川合伸旺
- 近江俊輔

#### スタッフ
- 演出 - 中山三雄
- 制作 - NHK

### 1980年版
1980年3月10日～5月9日にTBS「花王 愛の劇場」枠にて放送された。

#### キャスト
- 三ツ矢歌子
- 山内明
- 遠藤真理子
- 長澄修
- 木村有里
- 賀原夏子
- 伊藤高
- 松本朝夫
- 鳥海勝美

#### スタッフ
- 演出 - 窪川健造
- 脚本 - 中井多津夫

#### 主題歌
- 『愛のブルース』

作詞：石坂まさを / 作曲：土田啓四郎 / 歌：朝丘雪路
| TBS 花王 愛の劇場            | TBS 花王 愛の劇場                     | TBS 花王 愛の劇場                           |
| 前番組                       | 番組名                                | 次番組                                      |
| ---------------------------- | ------------------------------------- | ------------------------------------------- |
| 古都 （1980.1.7 - 1980.3.7） | 愛とおそれと （1980.3.10 - 1980.5.9） | わが母は聖母なりき （1980.5.12 - 1980.7.7） |